# D·B·魏斯
丹尼尔·布雷特·魏斯 （英語：Daniel Brett Weiss, 1971年4月23日—） 是一位美国犹太裔电视编剧，作家，小说家。凭借和合作者大卫·贝尼奥夫改编自乔治·R·R·马丁的中世纪史诗奇幻小说《冰与火之歌》系列的电视剧《权力的游戏》而名声大噪。

## 生平
1971年出生在美国芝加哥，先后毕业于卫斯理大学和都柏林三一学院，早年在新线影业担任电影个人助理，短时间曾经担任格林·佛莱助理。1995年前往都柏林认识大卫·贝尼奥夫，1998年他们又在美国圣莫尼卡重遇。之后他们陆续撰写一些电影剧本，2011年开始共同担任《冰与火之歌》导演、编剧和监制。

## 家庭
和妻子Andrea有两个孩子，分别是Leo和Hugo。